# Onesícrit
Onesícrit (grec antic: Ὀνησίκριτος, llatí: Onesicritus) fou un historiador grec que va acompanyar a Alexandre el Gran en la seva campanya a Àsia i va escriure una història sobre aquests fets, la qual esdevingué una referència important d'autors posteriors tot i que conté elements fabulosos com la visita del rei a les amazones.
És considerat nadiu d'Astipalea i d'Egina; era expert en navegació, que probablement va aprendre a Egina. Ja era bastant gran quan es va sentir atret per la filosofia de Diògenes el Cínic, de qui va esdevenir seguidor ardent. Durant la campanya d'Alexandre a l'Índia va ser enviat pel rei per tenir una conferència amb els filòsofs indis o gimnosofistes.
Quan Alexandre va construir la seva flota al riu Hidaspes el va nomenar com a pilot del vaixell del rei o pilot principal de la flota. Va romandre en el càrrec fins a la tornada de la flota al golf Pèrsic i Alexandre en recompensa dels seus serveis li va donar una corona d'or igual que a Nearc (no obstant Flavi Arrià diu que la flota es va salvar una vegada per la fermesa de Nearc que no va voler seguir els seus consells).
De la seva sort posterior no es coneix res, però se suposa que va viure a la cort de Lisímac de Tràcia i que allí va compondre la seva obra. Aquesta, junt amb fets fabulosos i exagerats, inclou molta informació valuosa sobre països desconeguts.